# جوردوسيرفون

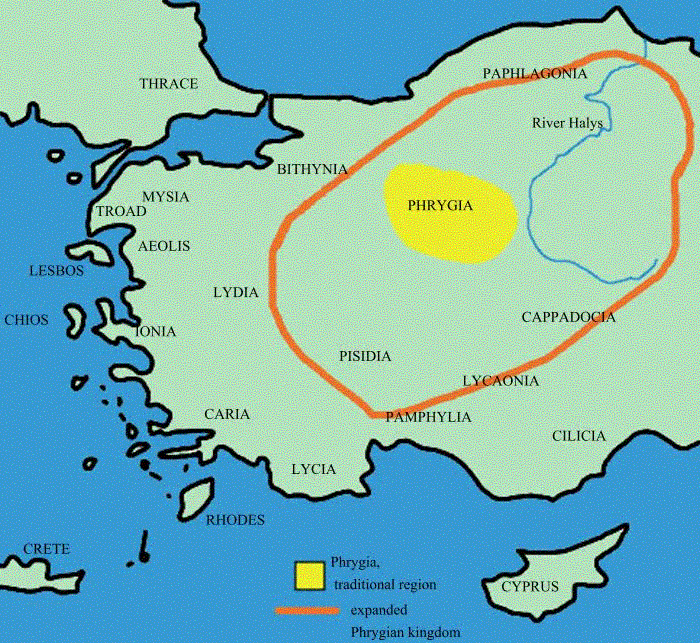
فريجيا الموضحة باللون الأصفر هي المنطقة التي كانت تقع فيها مدينة جوردوسيرفون

تشير سجلات بيثينيا لعام 680 إلى أن مدينة جوردوسيرفون أو جوردوسيربون (باليونانية: Γορδόσερβον)‏ كانت مدينة بيزنطية سكنها الصرب. وقد اُشتَق اسم هذه المدينة من الصرب الذين عادوا ليستقروا في آسيا الصغرى (حوالي عام 649 أو 667) بفضل الإمبراطور البيزنطي، قسطنطين الثاني (641–668)، الذي جاء من منطقة «قريبة من نهر فاردار». وذكرت السجلات وجود «أسقف لمدينة جوردوسيربون» يُدعَى إيزيدور في عامي 680/681. وحقيقة أن هذه المدينة كانت مركزًا أسقفيًا يوضح السبب وراء ضمها عددًا كبير من السكان الصرب. وانضمت أعداد كبيرة من الصرب إلى الجيش البيزنطي، خاصة في عهد جستينيان الثاني في الثمانينات من القرن السابع، إلى أن أدى ارتداد 30000 من القوات المسلحة الصربية عن القتال إلى خسارة فادحة في معركة سيباستوبوليس في عامي 692/693.
وفي عام 1200 ميلادي تقريبًا، صارت هذه المدينة موطنًا للصرب (أو ما يُعرَف باليونانية (باليونانية: Σερβοχώρια)‏). ووقعت هذه المدينة في نفس المكان الذي وقعت فيه مملكة فريجيا من قبل.